# Mistrzostwa Świata w Snookerze 1952
Mistrzostwa Świata w Snookerze 1952 (ang. 1952 World Snooker Championship) – najważniejszy turniej snookerowy rozegrany w dniach 24 lutego–8 marca 1952 roku w Houldsworth Hall w Manchesterze (Anglia). 
W finale (i jedynym meczu) turnieju Australijczyk Horace Lindrum pokonał reprezentanta Nowej Zelandii Clarka McConachy'ego 94–49.

## Wydarzenia związane z turniejem
- W roku 1952 zostały rozegrane dwa turnieje wysokiej rangi: Mistrzostwa Świata w Snookerze 1952, oraz Snooker Professional Matchplay Championship 1952. Z inicjatywy kilku zawodników, drugi z tych turniejów (będący niejako alternatywą dla Mistrzostw Świata) rozpoczął cykl turniejów, w których przez sześć kolejnych edycjach tegoż turnieju stawał do rozgrywek jako obrońca tytułu (Mistrz Świata w Snookerze 1951)[3].
- Zwycięzcą Mistrzostw Świata w Snookerze 1952 Australijczyk Horace Lindrum, który w finale pokonał reprezentanta Nowej Zelandii Clarka McConachy'ego 94–49.

## Drabinka turniejowa[3][4]
|  |                              |                 |    |
|  | Finał Lepszy w 146 frame'ach |                 |    |
|  |                              |                 |    |
|  |                              |                 |    |
|  |                              |                 |    |
|  | Australia                    | Horace Lindrum  | 94 |
|  | Australia                    | Horace Lindrum  | 94 |
|  | Nowa Zelandia                | Clark McConachy | 49 |
|  | Nowa Zelandia                | Clark McConachy | 49 |
|  |                              |                 |    |